# Bacanius auctus
Bacanius auctus är en skalbaggsart som först beskrevs av Sylvain Auguste de Marseul 1879.  Bacanius auctus ingår i släktet Bacanius och familjen stumpbaggar. Inga underarter finns listade i Catalogue of Life.